# Ussurilumpia
Genre
Ussurilumpia est un genre de coléoptères de la famille des Ptiliidae.

## Publication originale
- (ru) Alexey A. Polilov, « An introduction to the Ptiliidae (Coleoptera) of Primorskiy Region with descriptions of three new genera, new and little known species », Russian Entomological Journal, KMK Scientific Press Ltd. (d), vol. 17, no 2,‎ 2008, p. 149-176 (ISSN 0132-8069, OCLC 27722314, lire en ligne).